# The Canine Mutiny
«The Canine Mutiny» (с англ. — «Собачий бунт») — двадцатый эпизод восьмого сезона мультсериала «Симпсоны». Впервые вышел в эфир 13 апреля 1997 года.

## Сюжет
Барт решает получить кредитную карточку, заполнив специальную форму из рекламной почты и подписавшись именем своей собаки (Маленький Помощник Санты). Но фальшивую карточку никто не принимает, и Барт начинает заказывать разные товары по почте. Его самой новой покупкой становится породистая собака Лэдди, которая нравится всей семье. Вот только за всем этим весельем все забывают о Помощнике Санты. Барту начинают звонить из банка с угрозами, но ему наплевать на все угрозы.
Тогда грузчики из банка забирают все товары, приобретённые Бартом. Также они хотят забрать Лэдди, но Барт, не желая расставаться с ней, указывает грузчикам на Помощника Санты, и его забирают вместо Лэдди.
Вся семья привыкает к новой собаке, да и горожанам она нравится больше предыдущей. Один Барт раскаивается в своём поступке и решает найти старого друга. Барт отдает Лэдди в полицию, а сам отправляется на поиски Помощника Санты и находит его у некоего мистера Митчелла. Новый слепой хозяин отказывается отдать собаку назад, поэтому Барт пробирается в дом к слепому и пытается по-тихому украсть Помощника Санты, но тот ловит его. Хозяин предлагает собаке выбор, и та выбирает Барта. К тому же полиция обнаруживает у Митчелла марихуану и отпускает Барта с Помощником Санты домой, после чего устраивает в доме Митчелла вечеринку.